# Bleibergwerk Kaltau
Das Bleibergwerk Kaltau ist ein aufgelassener Abbau von Bleierzen in Steyrling, Oberösterreich.

## Lage
Das Bergwerk liegt knapp über der Alm Kaltau, über die von Steyrling eine Wegverbindung nach Grünau im Almtal besteht.

## Geschichte
Es existiert ein Bericht vom Hutmann Moritz aus dem Jahr 1796, in dem er seine Anlage beschreibt und weitere Abbauversuche ankündigt. Moritz investierte offenbar sein gesamtes Privatvermögen in den Bergbau, konnte den Betrieb jedoch nicht halten.

## Beschreibung
Das auf ca. 1050 m Seehöhe liegende, abgekommene Bergwerk besteht aus fünf Stollen, die zusammen 124 m lang sind. Weiters sind zwei Abbaukammern und ein 19 m tiefer Schacht vorhanden. Es gab offenbar nur kleine Erzstöcke, die abgebaut werden konnten, keine gangförmigen Galenite. Daher können auch in keinem Stollen Erzausbisse beobachtet werden.

## Geologie
Die Kremsmauer nordwestlich von Steyrling besteht hauptsächlich aus triadischen Kalken und Dolomit und im Bereich des aufgelassenen Abbaugebietes aus einem Stock aus Wettersteinkalk. Bei der Vererzung handelt es sich teilweise um synsedimentäre Bildungen oder um syndiagenetische Metallanreicherungen. In den Stollen sind Kluftscharen in Verbindung mit grüngrauer Letten sichtbar.